# Albert Frey (Architekt)

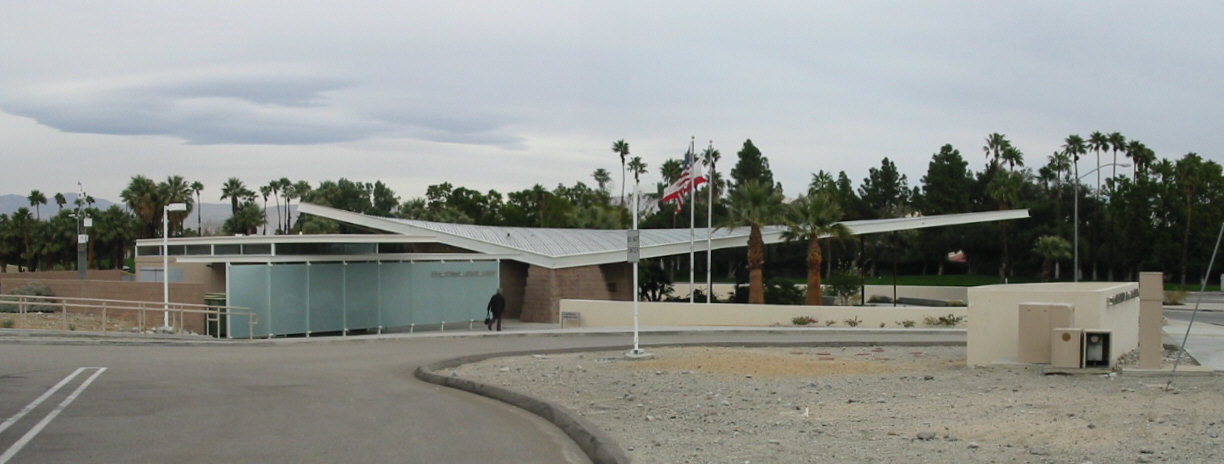
Die Tramway Gas Station in Palm Springs

Albert Frey (* 18. Oktober 1903 in Zürich; † 14. November 1998 in Palm Springs (Kalifornien)) war ein Schweizer Architekt, dessen Hauptwirkungsstätte sich auf Palm Springs konzentrierte und später als desert modernism bezeichnet wurde.

## Leben
Frey erhielt 1924 sein Diplom am Technikum Winterthur. Dort versuchte sich Frey an traditionellen Gebäuden und erhielt eher technische Aufträge als gestalterische in dem später populären Beaux-Arts-Stil. Bevor er seinen Diplomtitel erhielt, ging er bei dem Architekten A. J. Arter in Zürich in Lehre und arbeitete an Aufträgen während seiner Urlaubszeiten. 1925 ging er nach Brüssel zu Eggericx und Verwilghen, 1928 wurde er Mitarbeiter von Le Corbusier in Paris, wo er an der Planung der Villa Savoye mitarbeitete.
1930 übersiedelte er in die Vereinigten Staaten; in New York entstand bis 1935 eine Arbeitsgemeinschaft mit Alfred Lawrence Kocher (1885–1969), der Redakteur der Zeitschrift Architectural Record war. Neben den nur vier gebauten Entwürfe dieser Partnerschaft – ihr Aluminium-Haus für die Allied Arts and Building Products Exhibition wurde breit rezipiert – und Publikationenen in Architectural Record arbeitete Frey nebenher als Entwurfsarchitekt für William Lescaze.
1934 zog Frey für die Ausführungsplanung des Kocher-Samson House weiter nach Palm Springs in Kalifornien, wo er seinen nächsten Partner John Porter Clark (1905–1991) kennenlernte, mit dem er etwa zwanzig Jahre zusammenarbeitete. Dort widmete sich Frey, der zwischenzeitlich 1937–1939 für die Mitarbeit an der Planung des Museum of Modern Art nach New York zurückgekehrt war, «der angemessenen Antwort auf die Anforderungen der kalifornischen Wüste. Die geschlossenen Gebäudekuben, unabhängig von ihrem Standort konzipiert, beginnen sich aufzulösen und greifen als einzelne Wandscheiben in die Landschaft. Sie werden durch das horizontal darübergelegte Dachelement zusammengehalten, welches gleichzeitig als ‹brise-soleil› wirkt»
Mit dem 1952 neu hinzugekommenen Partner Robson C. Chambers und dem Ausscheiden Clarks 1956 wurde die Architektur des Büros sinnfälliger und bildhafter, was sich zum Beispiel am North Shore Yacht Club (1959) am Saltonsee ablesen lässt. In den 1960er Jahren – Frey trennte sich 1966 von Chambers und arbeitete danach alleine weiter – kehrte er zu einfacheren Formen zurück.

## Werk (Auswahl)
- Projekt für eine Fabrik aus Stahl und Glas, Zürich, 1927
- Altersheim, Wettbewerbsbeitrag, Zürich, 1928
- Projekt für ein minimales Metall-Haus, Zürich, 1928
- Aluminium-Haus, Syosset, Nassau County, New York, 1930–31 (mit Alfred Lawrence Kocher)
- River Garden, Siedlung, 1931, Projekt für William Lescaze
- Wohnhaus Gut-Frey, Zürich, 1933
- Kanevas-Wochenendhaus Kocher, Northport, New York, 1934
- Haus Kocher-Samson, Palm Springs, 1934
- Haus Frey I, Palm Springs, 1940 (1947, 1953)
- Haus Loewy, Palm Springs, 1946–47
- Talstation der Air Tram, Palm Springs, 1949–63 (mit John Porter Clark und Robson C. Chambers)
- Desert Hospital, Palm Springs, 1950–52
- North Shore Yacht Club, Salton Sea, 1955–59
- Air Tram Gas Station, Palm Springs, 1963–65
- Haus Frey II, Palm Springs, 1963–64

## Belege
1. ↑  Ursula Spitz: Albert Frey. In: Isabelle Rucki, Dorothee Huber (Hrsg.): Architektenlexikon der Schweiz. 19./20. Jahrhundert. Birkhäuser, Basel 1998, S. 188.

| Personendaten    | Personendaten                             |
| ---------------- | ----------------------------------------- |
| NAME             | Frey, Albert                              |
| KURZBESCHREIBUNG | schweizerisch-US-amerikanischer Architekt |
| GEBURTSDATUM     | 18. Oktober 1903                          |
| GEBURTSORT       | Zürich                                    |
| STERBEDATUM      | 14. November 1998                         |
| STERBEORT        | Palm Springs (Kalifornien)                |